# Theages schausi
Theages schausi là một loài bướm đêm thuộc phân họ Arctiinae, họ Erebidae.